# 1918 no desporto

## Eventos

### Automobilismo
- Pela segunda vez não houve as 500 Milhas de Indianápolis em função da 1ª Guerra Mudial.[1]

### Futebol
- 12 de outubro - Fundação do Botafogo Futebol Clube de Ribeirão Preto.
- 18 de outubro - Fundação do Fortaleza Esporte Clube.
- 18 de novembro - Fundação do São Raimundo Esporte Clube, importante clube de futebol amazonense.

### Xadrez
- 28 de fevereiro a 11 de outubro - Torneio de xadrez de Berlim de 1918, vencido por Emanuel Lasker.[2]

## Nascimentos
| Data          | Nome                | Profissão               | Nacionalidade  | Observações | Ref   |
| ------------- | ------------------- | ----------------------- | -------------- | ----------- | ----- |
| 4 de março    | Margaret duPont     | tenista                 | Estados Unidos | m. 2012     | [ 3 ] |
| 26 de abril   | Fanny Blankers-Koen | atleta, velocista       | Países Baixos  | m. 2004     | [ 4 ] |
| 13 de julho   | Alberto Ascari      | piloto de automobilismo | Itália         | m. 1955     | [ 5 ] |
| 30 de agosto  | Ted Williams        | jogador de beisebol     | Estados Unidos | m. 2002     | [ 6 ] |
| 2 de novembro | Elemér Terták       | patinador artístico     | Hungria        | m. 1999     | [ 7 ] |

## Mortes
| Data           | Nome            | Profissão         | Nacionalidade | Observações | Ref   |
| -------------- | --------------- | ----------------- | ------------- | ----------- | ----- |
| 5 de outubro   | Roland Garros   | tenista e aviador | França        | n. 1888     | [ 8 ] |
| 27 de dezembro | Carl Schlechter | enxadrista        | Áustria       | n. 1874     | [ 9 ] |